# Sciophila conformis
Sciophila conformis är en tvåvingeart som beskrevs av Zaitzev 1982. Sciophila conformis ingår i släktet Sciophila och familjen svampmyggor.
Artens utbredningsområde är Northwest Territories, Kanada. Inga underarter finns listade i Catalogue of Life.